# Hieracium glaucinum
Lo  sparviere precoce (nome scientifico  Hieracium glaucinum  Jord., 1848) è una specie di pianta angiosperma dicotiledone della famiglia delle Asteraceae.

## Etimologia
Il nome del genere deriva dalla parola greca hierax o hierakion (= sparviere, falco). Il nome del genere è stato dato inizialmente dal botanico francese Joseph Pitton de Tournefort (1656 - 1708) rifacendosi probabilmente ad alcuni scritti del naturalista romano Gaio Plinio Secondo (23 - 79) nei quali, secondo la tradizione, i rapaci si servivano di questa pianta per irrobustire la loro vista. L'epiteto specifico (glaucinum) deriva dal greco "glaucous", e indica un colore "grigio-bluastro" e si riferisce principalmente alle foglie di questa pianta.
Il nome scientifico della specie è stato definito dal botanico Claude Thomas Alexis Jordan (1814-1897) nella pubblicazione " Cat. Gr. Jard. Dijon 22" del 1848 .

## Descrizione

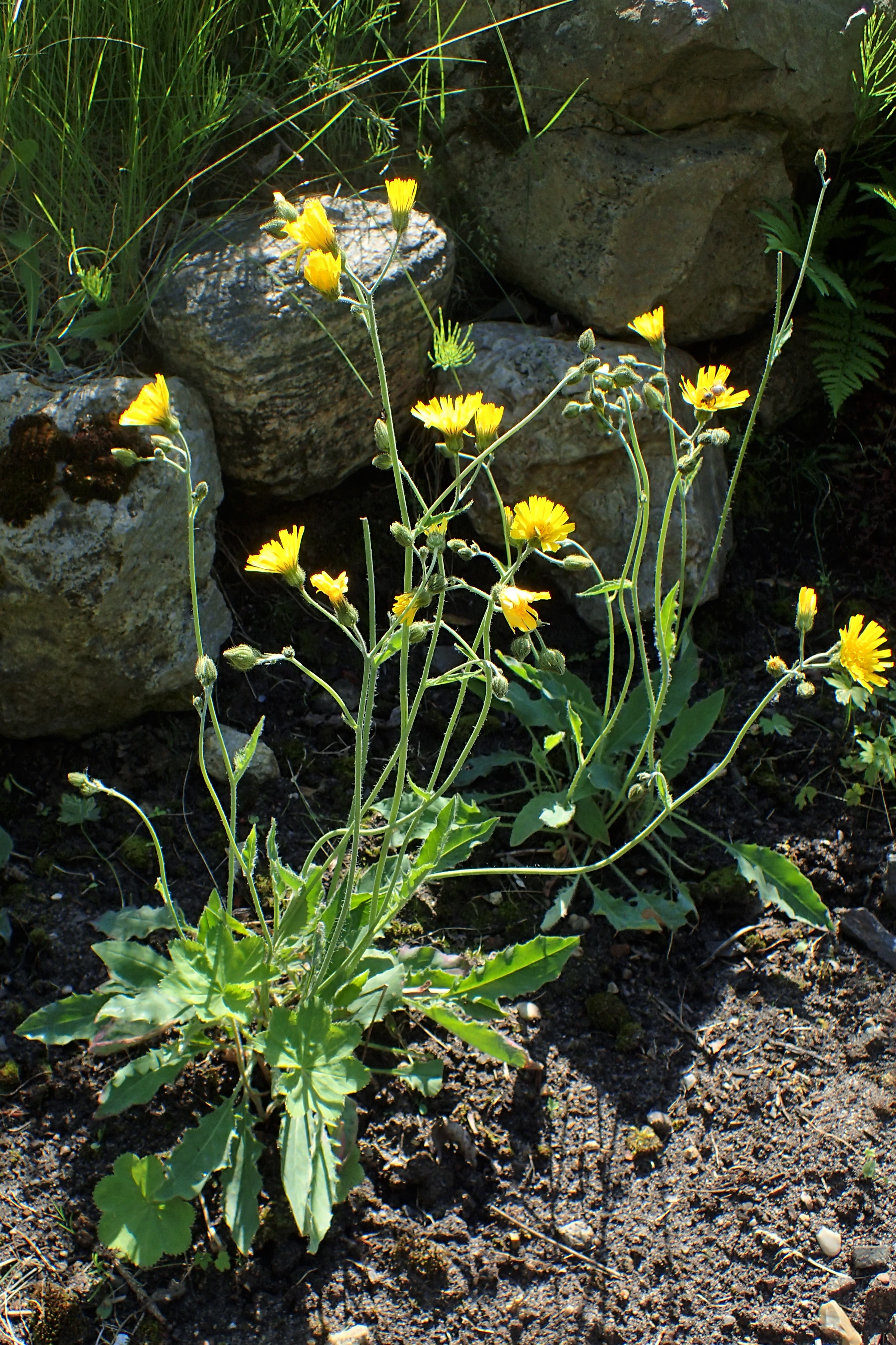
Il portamento

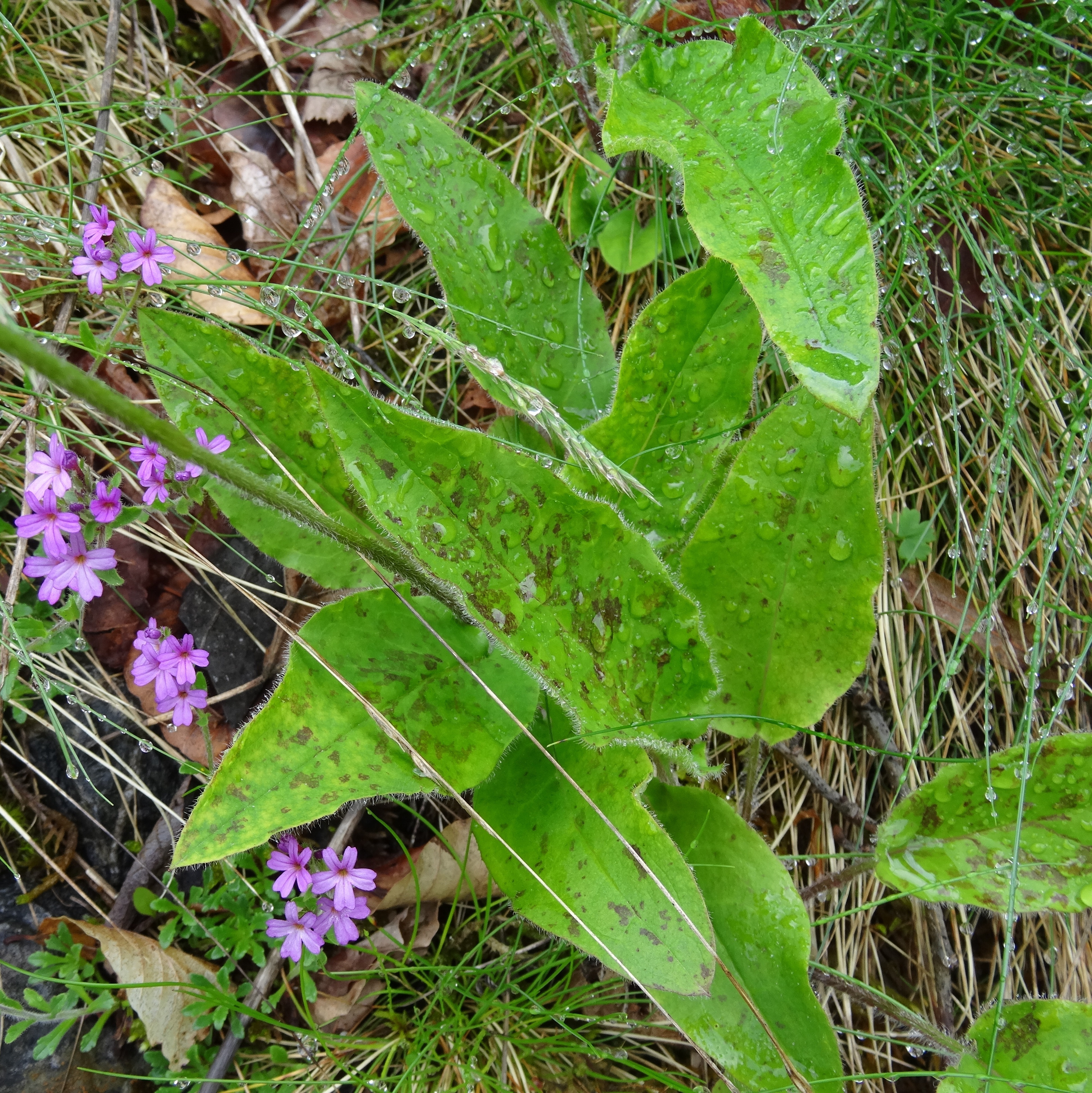
Le foglie

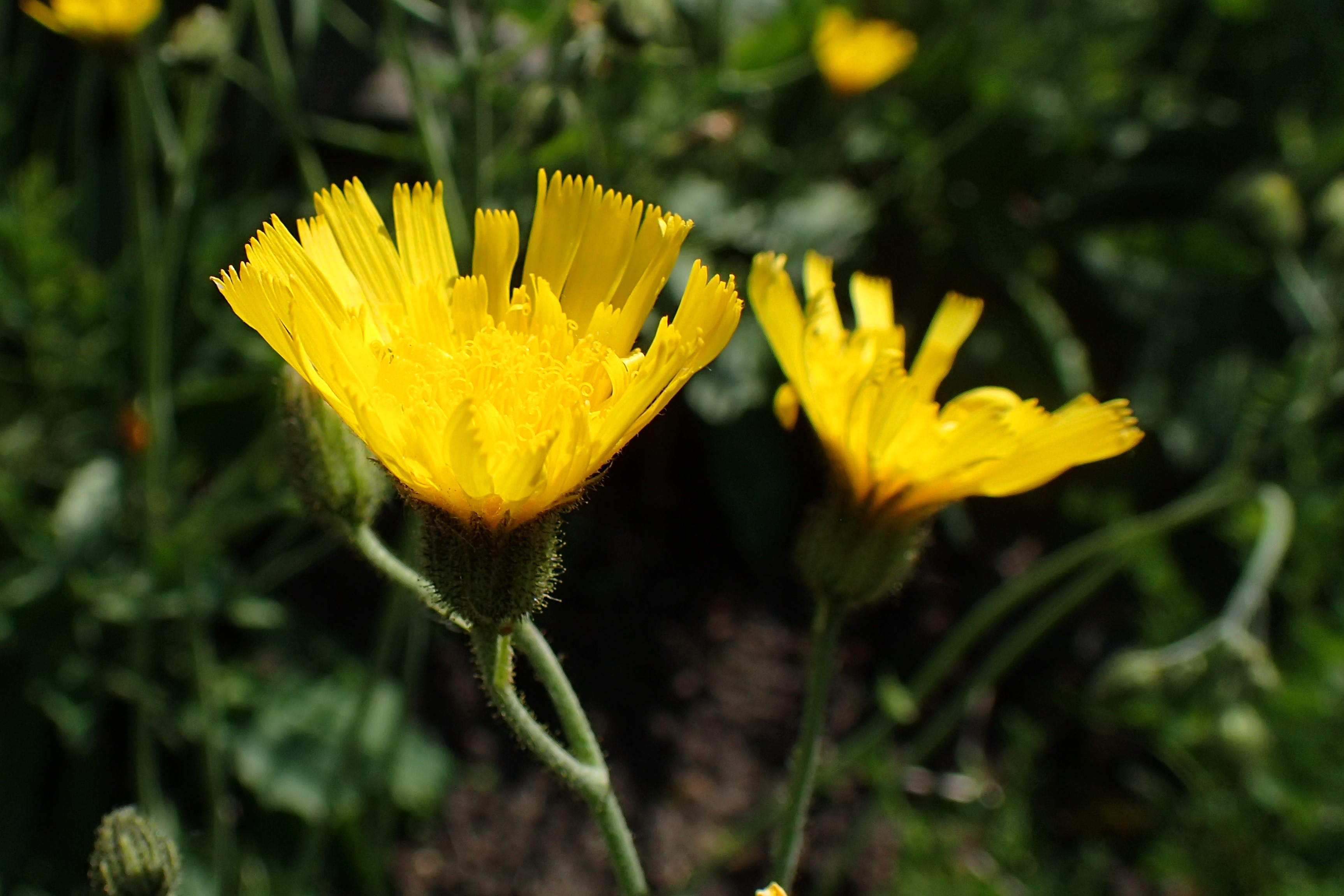
Infiorescenza

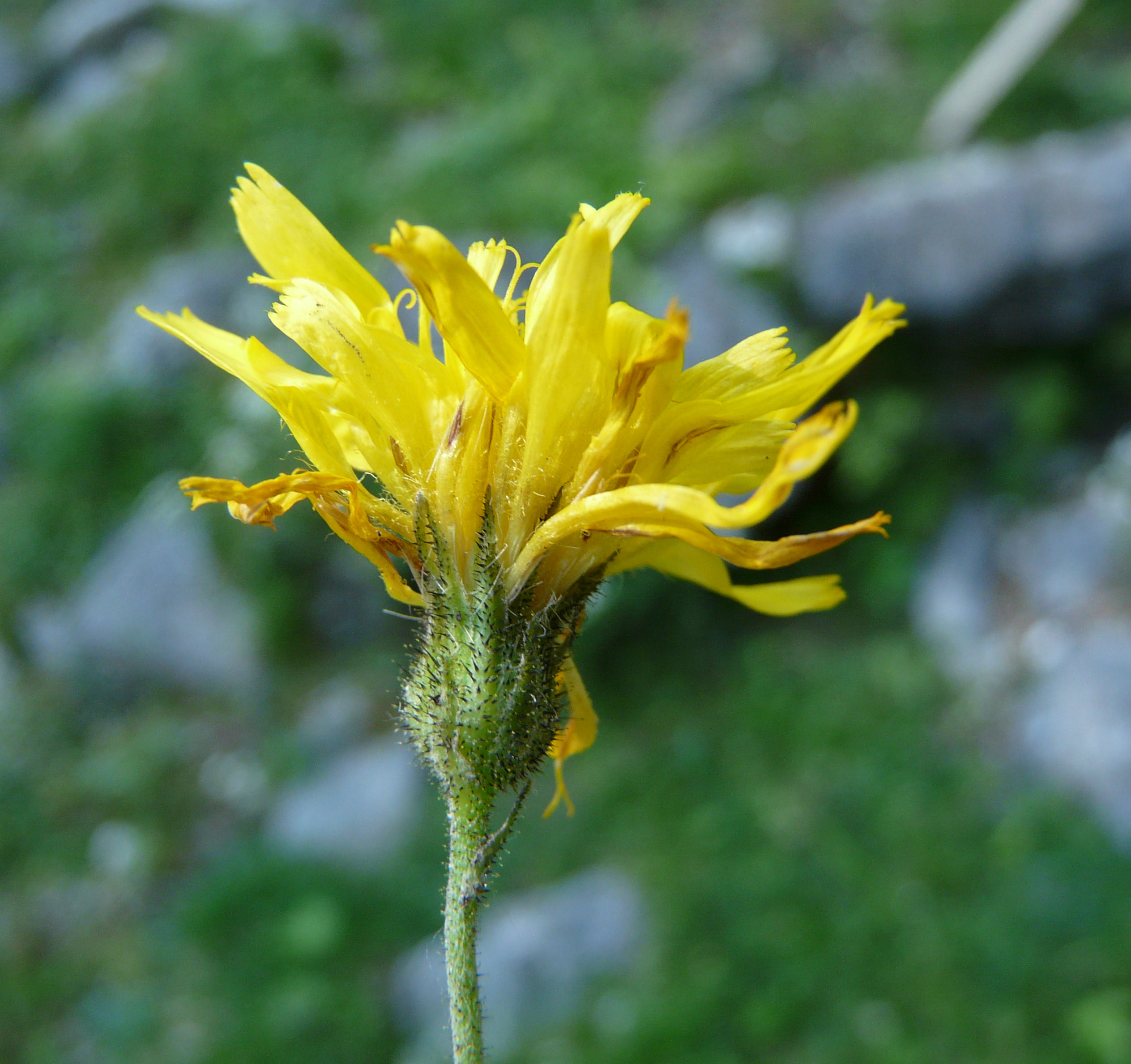
I fiori

Habitus. La forma biologica è emicriptofita scaposa (H scap), ossia in generale sono piante erbacee, a ciclo biologico perenne, con gemme svernanti al livello del suolo e protette dalla lettiera o dalla neve e sono dotate di un asse fiorale eretto e spesso privo di foglie. In questa specie è possibile anche la forma biologica emicriptofita rosulata (H ros). Tutte le specie del gruppo sono provviste di latice. I peli ghiandolari e quelli stellati sono poco presenti; inoltre le specie di questo gruppo sono piante di tipo fillopode (raramente sono hypofillopode).
Fusto. I fusti, in genere eretti, molli e ascendenti, sono di solito solitari e mediamente ramificati o afilli. Il colore è verde-glauco (fino a rossastro-violaceo in basso). Le radici in genere sono di tipo fittonante. Queste piante sono alte da 20 a 40 cm (massimo 65 cm).
Foglie. Sono presenti sia foglie delle rosette basali (da 3 a 8) che cauline (da 0 a 1 - 2) con disposizione alterna. Le lamine sono intere o dentate con forme da ovate a ovato-lanceolate o ellittiche (fino a strettamente lanceolate). Le pagine fogliari sono sottili e rigide e colorate di verde-glauco con delle indistinte macchie (non sempre presenti). La superficie può essere ricoperta da peli semplici o ramificati, in genere al margine e sulla pagina inferiore delle foglie sono presenti dei densi peli semplici, lunghi 2 – 4 mm, bianchi e molli (fino a subsetosi). Le foglie basali sono attenuate e più o meno brevemente picciolate. Le foglie cauline (da 0 a 4), progressivamente ridotte, sono glauche con le pagine superiori macchiate e peli setosi ai margini.
Infiorescenza. La sinflorescenza è del tipo forcato-paniculata o lassamente panicolata con 1 - 3 rami con 1 - 4 capolini. I peduncoli sono sottesi da 0 - 2 brattee fogliacee. L'acladio è di 1,5 - 3,5 cm. L'infiorescenza vera e propria è composta da capolini terminali. I capolini, solamente di tipo ligulifloro, sono formati da un involucro composto da diverse brattee (o squame) all'interno delle quali un ricettacolo fa da base ai fiori ligulati. L'involucro ha una forma da ellissoide a strettamente ovoide ed è formato da due serie di brattee. Le brattee sono colorate di verde-nerastro, i margini sono chiari con forme oblungo-lanceolate. Il ricettacolo, alla base dei fiori, è nudo (senza pagliette) e alveolato (i margini degli alveoli sono brevemente dentati). Dimensione dell'involucro: 9 – 14 mm.
Fiori. I fiori, tutti ligulati, sono tetra-ciclici (ossia sono presenti 4 verticilli: calice – corolla – androceo – gineceo) e pentameri (ogni verticillo ha in genere 5 elementi). I fiori sono ermafroditi, fertili e zigomorfi.
- Formula fiorale:

*/x K {\displaystyle \infty }, [C (5), A (5)], G 2 (infero), achenio
- Calice: i sepali del calice sono ridotti ad una coroncina di squame.
- Corolla: le corolle sono formate da un tubo e da una ligula terminante con 5 denti; il colore è giallo. I dentelli apicali sono cigliati o glabri. Dimensioni delle ligule: larghezza 2 mm; lunghezza 15 – 20 mm.
- Androceo: gli stami sono 5 con filamenti liberi, mentre le antere sono saldate in un manicotto (o tubo) circondante lo stilo.[15] Le antere alla base sono acute. Il polline è tricolporato.[16]
- Gineceo: lo stilo giallo (con tendenza al nerastro) è filiforme e peloso sul lato inferiore; gli stigmi dello stilo sono due divergenti. L'ovario è infero uniloculare formato da 2 carpelli. La superficie stigmatica è interna.[17]
- Antesi: da maggio a giugno (fioritura tardo-primaverile, fino a estiva).

Frutti. I frutti sono degli acheni con pappo. Gli acheni hanno una forma da oblunga a obovoide-obconica con apice troncato e privi di becco (non sono compressi); in alcuni casi gli acheni sono provvisti di coste longitudinali. Il pappo si compone di peli semplici grigiastri, scabri o barbati (non piumosi). Raramente il pappo è assente. Dimensione degli acheni: 2,8 – 3 mm.

## Biologia
Impollinazione: l'impollinazione avviene tramite insetti (impollinazione entomogama tramite farfalle diurne e notturne).

Riproduzione: la fecondazione avviene fondamentalmente tramite l'impollinazione dei fiori (vedi sopra).

Dispersione: i semi (gli acheni) cadendo a terra sono successivamente dispersi soprattutto da insetti tipo formiche (disseminazione mirmecoria). In questo tipo di piante avviene anche un altro tipo di dispersione: zoocoria. Infatti gli uncini delle brattee dell'involucro (se presenti) si agganciano ai peli degli animali di passaggio disperdendo così anche su lunghe distanze i semi della pianta.

## Distribuzione e habitat

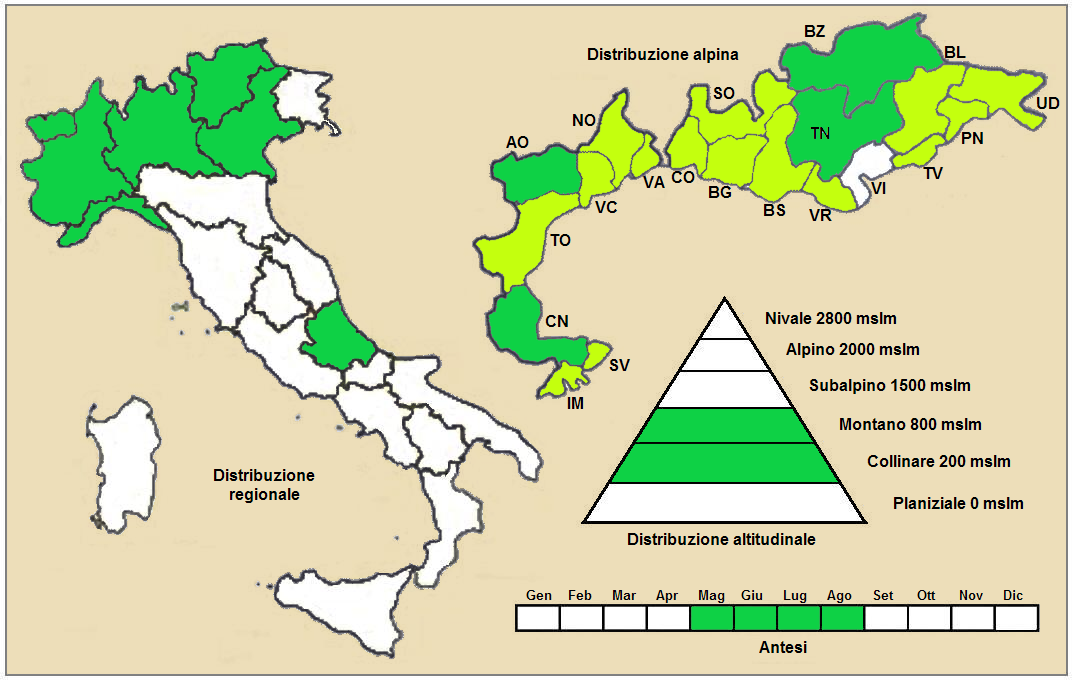
Distribuzione della pianta (Distribuzione regionale – Distribuzione alpina)

Geoelemento: il tipo corologico (area di origine) è Ovest Europeo (Subatlantico).
Distribuzione: in Italia questa specie è rara si trova nelle Alpi e negli Appennini. Fuori dall'Italia, sempre nelle Alpi, questa specie si trova in Francia, Svizzera e Austria. Sugli altri rilievi collegati alle Alpi è presente nel Massiccio del Giura, Massiccio Centrale, Pirenei e Carpazi.
Habitat: l'habitat preferito per queste piante sono le boscaglie termofili e castagneti su silice. Il substrato preferito è siliceo con pH neutro, bassi valori nutrizionali del terreno che deve essere umido.
Distribuzione altitudinale: sui rilievi alpini, in Italia, queste piante si possono trovare o quote comprese tra 150 e 2.000 m s.l.m.; nelle Alpi frequentano quindi i seguenti piani vegetazionali: collinare e montano.

### Fitosociologia
Dal punto di vista fitosociologico alpino Hieracium glaucinum appartiene alla seguente comunità vegetale:
Formazione: delle comunità forestali
Classe: Quercetea robori-sessiliflorae
Ordine: Quercetalia robori-sessiliflorae

## Tassonomia
La famiglia di appartenenza di questa voce (Asteraceae o Compositae, nomen conservandum) probabilmente originaria del Sud America, è la più numerosa del mondo vegetale, comprende oltre 23.000 specie distribuite su 1.535 generi, oppure 22.750 specie e 1.530 generi secondo altre fonti (una delle checklist più aggiornata elenca fino a 1.679 generi). La famiglia attualmente (2021) è divisa in 16 sottofamiglie.

### Filogenesi
Il genere di questa voce appartiene alla sottotribù Hieraciinae della tribù Cichorieae (unica tribù della sottofamiglia Cichorioideae). In base ai dati filogenetici la sottofamiglia Cichorioideae è il terz'ultimo gruppo che si è separato dal nucleo delle Asteraceae (gli ultimi due sono Corymbioideae e Asteroideae). La sottotribù Hieraciinae fa parte del "quinto" clade della tribù; in questo clade è posizionata alla base ed è "sorella" al resto del gruppo comprendente, tra le altre, le sottotribù Microseridinae e Cichoriinae. Il genere Hieracium (insieme al genere Pilosella) costituisce il nucleo principale della sottotribù Hieraciinae e formano (insieme ad altri generi minori) un "gruppo fratello" posizionato nel "core" delle Hieraciinae.
Il genere Hieracium è un genere estremamente polimorfo con maggioranza di specie apomittiche. Di questo genere sono descritte circa 1000 specie sessuali e oltre 3000 specie apomittiche, delle quali circa 250 e più sono presenti nella flora spontanea italiana. Alcuni taxon collegati alle varie specie del genere sono sottospecie, altri sono considerati aggregati (o inclusi), e altri ancora sono considerati "intermediari" (o impropriamente ibridi in quanto queste specie essendo apomittiche non si incrociano e quindi non danno prole feconda) con altre specie. A causa di ciò si pongono dei problemi di sistematica quasi insolubili e per avere uno sguardo d'insieme su questa grande variabilità può essere necessario assumere un diverso concetto di specie. Qui in particolare viene seguita la suddivisione del materiale botanico in sezioni così come sono elencate nell'ultima versione della "Flora d'Italia".
La specie di questa voce è descritta all'interno della XIX sezione Hieracium sect. Oreadea i cui caratteri principali sono:
- i peli ghiandolari e quelli stellati sono poco presenti;
- le specie di questo gruppo sono piante di tipo fillopode (raramente sono hypofillopode);
- le foglie basali sono attenuate e più o meno brevemente picciolate;
- le foglie cauline (da 0 a 4) sono glauche con le pagine superiori macchiate e peli setosi ai margini;
- la fioritura è tardo-primaverile (fino a estiva).

La specie  Hieracium glaucinum è invece individuata dai seguenti ulteriori caratteri:
- al margine e sulla pagina inferiore delle foglie sono presenti dei densi peli semplici, lunghi 2 - 4 mm, bianchi e molli (fino a subsetosi).

L'indumentum è uno degli elementi più importanti per distinguere le varie specie. Hieracium glaucinum è caratterizzata dalla seguente pubescenza:
| Tipo peli        | Caule                                                                           | Foglie                                        | Peduncoli dei capolini               | Brattee involucrali                  |
| ---------------- | ------------------------------------------------------------------------------- | --------------------------------------------- | ------------------------------------ | ------------------------------------ |
| Peli semplici    | Da sparsi a densi, lunghi 1,5 - 2,5 mm, da molli a subsetosi, bianchi e dentati | Da sparsi (o assenti) a densi                 | Da assenti a piuttosto densi         | Da assenti a densi                   |
| Peli ghiandolari | Dal basso: da assenti a densi                                                   | Al margine: da sparsi a densi                 | Densi ma sottili e lunghi 0,3 – 1 mm | Densi, sottili e lunghi 0,3 - 0,8 mm |
| Peli stellati    | Da assenti a densi                                                              | Lungo le nervature dorsali: da sparsi a densi | Densi                                | Solo ai margini: solitari o sparsi   |

Il numero cromosomico di  Hieracium glaucinum è: 2n = 18, 27 e 36.

### Sottospecie
Per questa specie sono riconosciute le seguenti 29 (da un totale di 74) sottospecie presenti nella flora spontanea italiana:
- Hieracium glaucinum subsp. acrocampylum (Zahn) Greuter, 2008 - Distribuzione: Piemonte
- Hieracium glaucinum subsp. arnicoides (Gren.) O.Bolòs & Vigo, 1995 - Distribuzione: Lombardia, Europa occidentale
- Hieracium glaucinum subsp. bounophilum (Jord.) O.Bolòs & Vigo, 1995 - Distribuzione: Alpi occidentali, Europa occidentale e centrale
- Hieracium glaucinum subsp. cinerascens (Jord.) O.Bolòs & Vigo, 1995 - Distribuzione: Alpi occidentali, Europa e Anatolia
- Hieracium glaucinum subsp. cispadanum (Fen. & Zahn) Greuter, 2008  - Distribuzione: Lombardia
- Hieracium glaucinum subsp. conjugatum (Boreau) O.Bolòs & Vigo, 1995 - Distribuzione: Piemonte, Europa occidentale e centrale
- Hieracium glaucinum subsp. fallens (Boreau) Gottschl., 1993 - Distribuzione: Piemonte, Europa occidentale e centrale
- Hieracium glaucinum subsp. fragile (Jord.) O.Bolòs & Vigo, 1995 - Distribuzione: Valle d'Aosta, Friuli, Emilia-Romagna, Europa occidentale e centrale
- Hieracium glaucinum subsp. fraternum (Sudre) O.Bolòs & Vigo, 1995 - Distribuzione: Piemonte, Campania, Europa
- Hieracium glaucinum subsp. glaucinum - Distribuzione: Alpi, Emilia-Romagna, Europa occidentale e centrale
- Hieracium glaucinum subsp. heteroschistum (Zahn) O.Bolòs & Vigo, 1995 - Distribuzione: Alpi occidentali, Europa occidentale e centrale
- Hieracium glaucinum subsp. jaubertianum (Timb.-Lagr. & Loret) O.Bolòs & Vigo, 1995 - Distribuzione: Liguria, Europa occidentale
- Hieracium glaucinum subsp. oigocladum (Boreau) Soó, 1968 - Distribuzione: Liguria, Europa centrale
- Hieracium glaucinum subsp. ottanense (Zahn) Greuter, 2008 - Distribuzione: Valle d'Aosta, Europa occidentale
- Hieracium glaucinum subsp. ovalifolium (Jord.) Soó, 1968 - Distribuzione: Piemonte, Europa occidentale e centrale
- Hieracium glaucinum subsp. pallidifrons (Sudre) O.Bolòs & Vigo, 1995 - Distribuzione: Piemonte, Europa occidentale e centrale
- Hieracium glaucinum subsp. pallidulum (Jord.) O.Bolòs & Vigo, 1995 - Distribuzione: Alpi occidentali, Europa occidentale e centrale
- Hieracium glaucinum subsp. petiolare (Jord.) Greuter, 2007 - Distribuzione: Piemonte e Europa
- Hieracium glaucinum subsp. pinicola (Sudre) Gottschl., 1995 - Distribuzione: Piemonte, Europa occidentale
- Hieracium glaucinum subsp. prasinifolium (Jord. ex Boreau) O.Bolòs & Vigo, 1995 - Distribuzione: Trentino-Alto Adige, Europa occidentale e centrale
- Hieracium glaucinum subsp. pseudobasalticum Gottschl., 2009 - Distribuzione: Appennino
- Hieracium glaucinum subsp. pseudocyaneum (Zahn) O.Bolòs & Vigo, 1995 - Distribuzione: Valle d'Aosta, Europa occidentale e centrale
- Hieracium glaucinum subsp. pulverosum (Zahn) Greuter, 2008 - Distribuzione: Alpi occidentali e Francia
- Hieracium glaucinum subsp. similatum (Jord. ex Boreau) Gottschl., 1991 - Distribuzione: Alpi occidentali, Europa
- Hieracium glaucinum subsp. subfraternum (Zahn) Greuter, 2008 - Distribuzione: Piemonte, Svizzera
- Hieracium glaucinum subsp. subpubescens (Zahn) Greuter, 2008 - Distribuzione: Friuli, Svizzera e Francia
- Hieracium glaucinum subsp. tintiae Gottschl., 2009 - Distribuzione: Abruzzo
- Hieracium glaucinum subsp. valdevestitum (Besse & Zahn) Greuter, 2008 - Distribuzione: Valle d'Aosta, Europa occidentale e centrale
- Hieracium glaucinum subsp. valpergae Gottschl., 2015 - Distribuzione: Valperga

### Specie incluse
Le seguenti 3 specie sono "incluse" nel gruppo del Hieracium glaucinumi:
- Hieracium liljeholmii Dahlst.
- Hieracium linguifolium  Arv.-Touv.
- Hieracium zygophorum  Hyl.

### Specie simili
La seguente specie appartiene alla medesima sezione di H. glaucinum per cui presenta alcuni caratteri in comune:
- Hieracium schmidtii Tausch. - Sparviere a foglie setolose.